# John Morton (kierowca wyścigowy)
John Morton (ur. 17 lutego 1942 roku w Chicago) – amerykański kierowca wyścigowy.

## Kariera
Morton rozpoczął karierę w międzynarodowych wyścigach samochodowych w 1972 roku od startów w L & M F5000 Championship oraz w Amerykańskiej Formule Sper Vee. Z dorobkiem odpowiednio 14 i 16 punktów został sklasyfikowany odpowiednio na piętnastej i szesnastej pozycji w klasyfikacji generalnej. W późniejszych latach Amerykanin pojawiał się także w stawce SCCA/USAC F5000 Championship, SCCA Molson Diamond Citicorp Can-Am Challenge Can-Am Challenge, SCCA Citicorp Can-Am Challenge, World Challenge for Endurance Drivers, SCCA Budweiser Can-Am Challenge, World Championship for Drivers and Makes, IMSA Camel GTO, Budweiser/7-Eleven Can-Am Series, FIA World Endurance Championship, IMSA Camel GT Championship, Champ Car, World Sports-Prototype Championship, IMSA Camel GTP Championship, IMSA Exxon Supreme GT Series, 24-godzinnego wyścigu Le Mans, American Le Mans Series oraz Grand American Sports Car Series.